# Bundesstraße 34
Pour les articles homonymes, voir B34 et Route 34.
La Bundesstraße 34 (abrégé en B 34) est une Bundesstraße reliant Grenzach-Wyhlen à Bodman-Ludwigshafen.

## Localités traversées
- Grenzach-Wyhlen
- Rheinfelden
- Bad Säckingen
- Waldshut-Tiengen
- Singen
- Radolfzell
- Bodman-Ludwigshafen